# 2008 au Luxembourg
Cet article présente les faits marquants de l'année 2008 au Luxembourg.

## Évènements

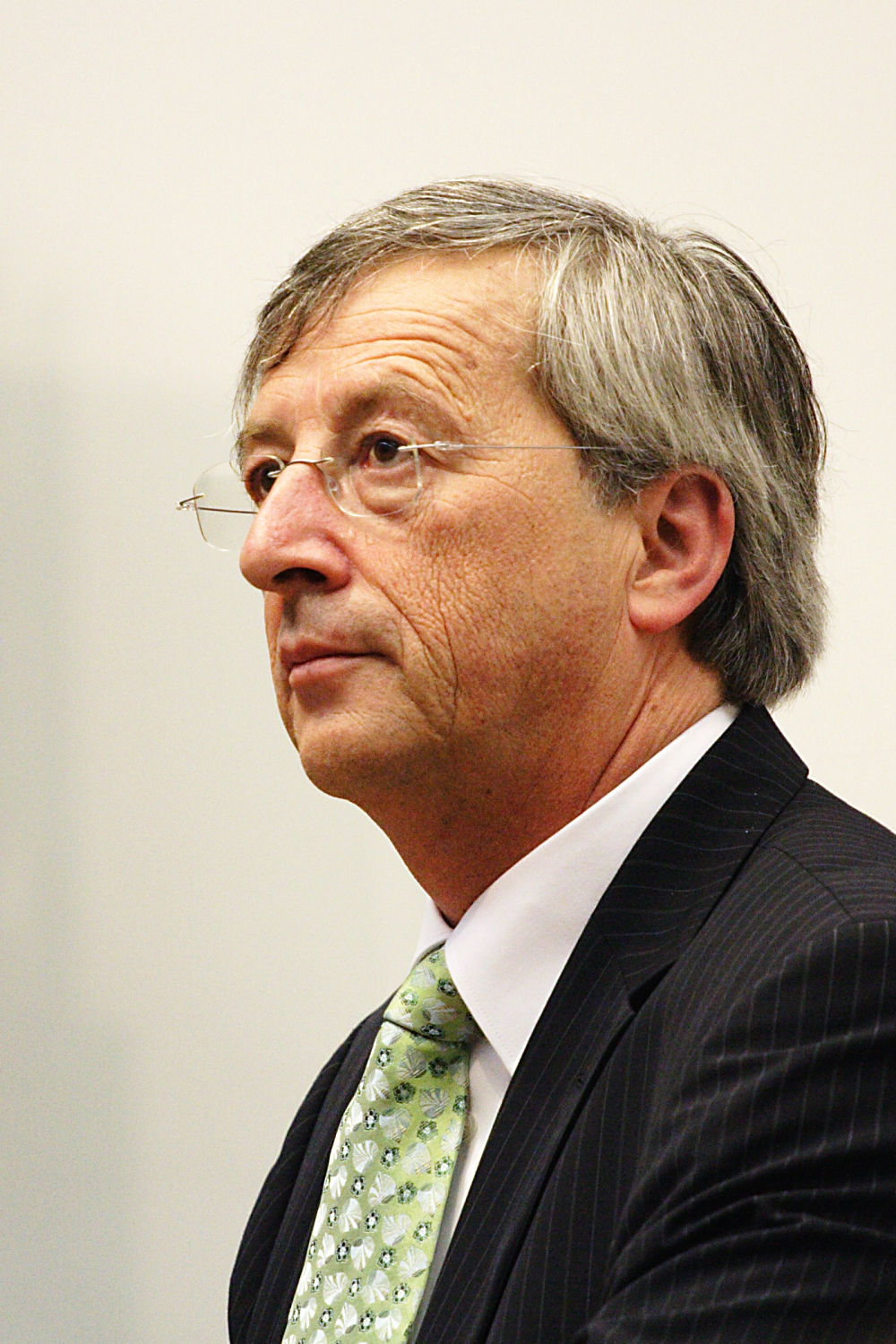
Jean-Claude Juncker(mai 2006)

- À la suite du refus du Grand-Duc d'avaliser la loi légalisant l'euthanasie, le premier ministre Jean-Claude Juncker annonce vouloir changer la constitution afin de réduire les prérogatives du souverain.

- Jeudi 18 décembre 2008 : les députés se prononcent à nouveau en faveur de la légalisation de l'euthanasie, auquel s'oppose le souverain du pays soutenu par le pape, en adoptant en première lecture la nouvelle mouture d'un texte — substantiellement amendé entre-temps à la demande du Conseil d'État — par 31 voix contre 26 — dont 23 du parti chrétien-démocrate du premier ministre Jean-Claude Juncker — et 3 abstentions[1].